# المرادي (لقنت)
بلدية المُرادي أو (نقحرة: ألمورادي) (بالإسبانية: Almoradí) هي بلدية تقع في مقاطعة لقنت التابعة لمنطقة بلنسية شرق إسبانيا.

## الديموغرافيا
بلغ عدد سكان بلدية المُرادي 19.371 نسمة عام 2011 (وفقاً للمعهد الوطني الإسباني للإحصاء).
| 13.479 | 13.606 | 14.334 | 16.547 | 17.945 | 19.147 | 19.371 |

## أعلام
- دانيال غارسيا أدوغار
- دانيال سايز
- مايتي أندرو